# Carregador de bateria

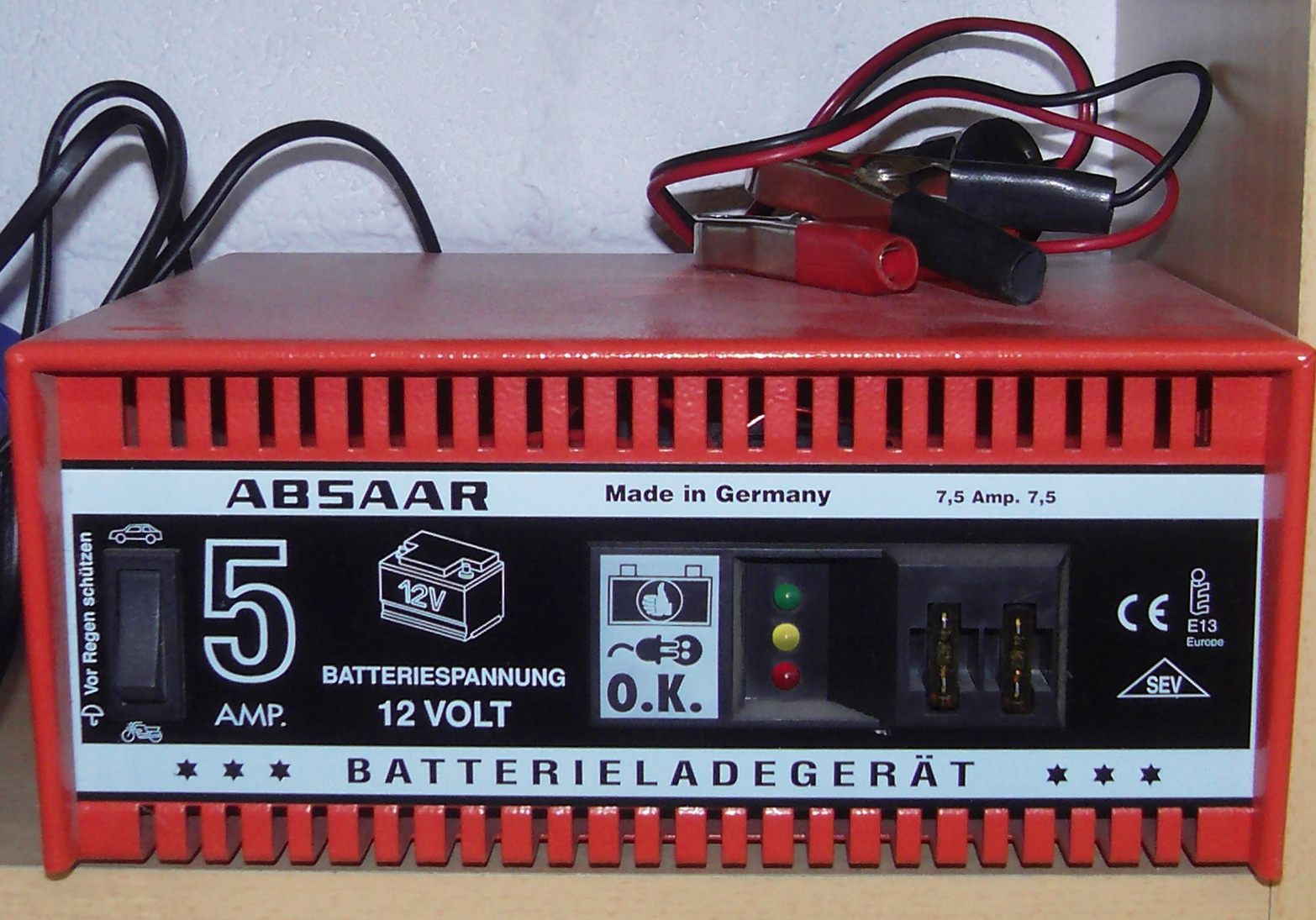
Carregador per bateries de cotxe de plom-àcid.

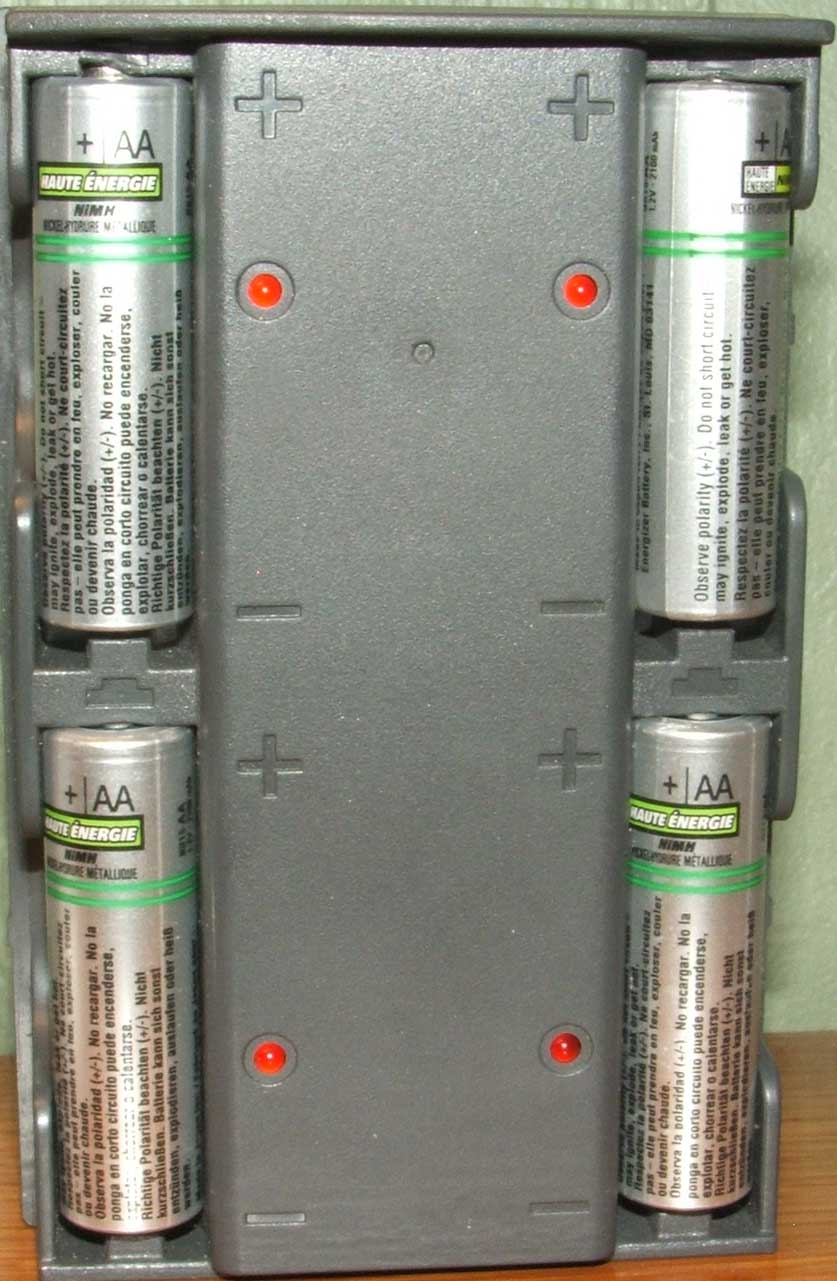
Aquesta unitat carrega les piles/bateries fins que arriben a un voltatge específic i després les manté carregant amb un flux elèctric baix fins que desconnectar de la xarxa elèctrica.

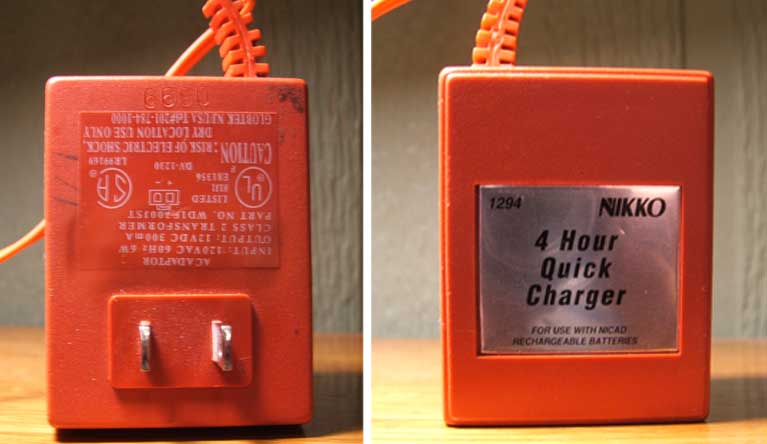
Un carregador equivalent a un adaptador AC-DC de paret. Aplica 300mA a les bateries en tot moment, el que podria danyar les bateries si es deixa connectat massa temps.

Un  carregador de bateries  és un dispositiu utilitzat per a subministrar el corrent elèctric o tensió elèctrica per poder carregar simultàniament una o varies piles recarregables o bé una bateria.
La càrrega de corrent depèn de la tecnologia i de la capacitat de la bateria a carregar. Per exemple, el binomi corrent-tensió que hauria de subministrar per a una recàrrega d'una bateria de cotxe de 12 V haurà de ser molt diferent del corrent per recarregar una bateria de telèfon mòbil.Per a bateries de plom hi ha el sistema de càrrega de bateria IUoU.

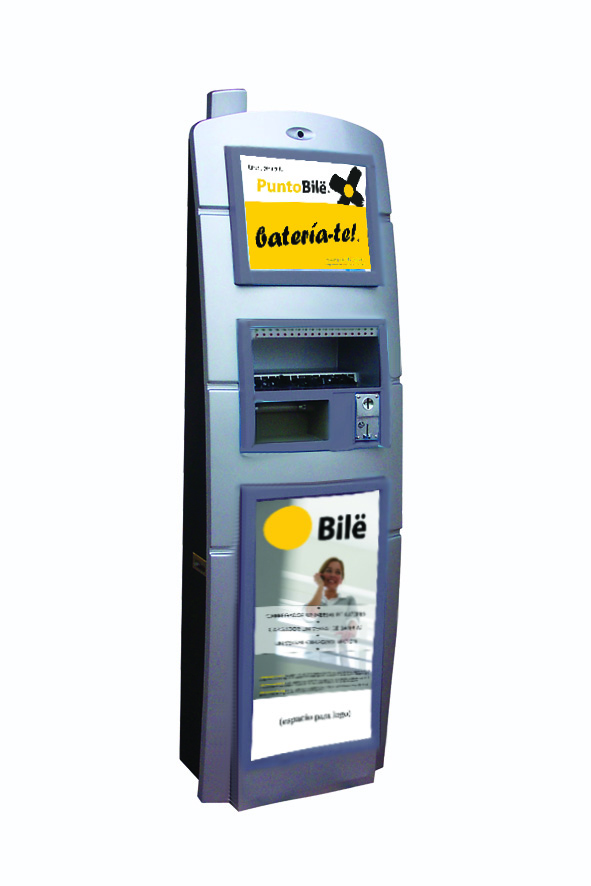
Aquest Punt Bile serveix per carregar 18 dispositius diferents al mateix temps en llocs públics, ja siguin mòbils, PDAs, MP3, smartphones, càmeres i qualsevol altre tipus de dispositiu USB.

## Tipus de carregadors de bateries

### Senzill
Un carregador senzill treballa fent passar un corrent continu-o tensió, entre d'altres, per exemple per a la tecnologia de plom-constant per la bateria que serà carregada. El carregador senzill no modifica el corrent de sortida basant-se en el temps de càrrega de la bateria. Aquesta senzillesa facilita que sigui un carregador barat, però també de baixa qualitat. Aquest carregador sol trigar bastant en carregar una bateria per a evitar danys per sobrecàrrega. Fins i tot així, una bateria que es mantingui molt de temps en un carregador senzill perd capacitat de càrrega i pot arribar a quedar inutilitzable.

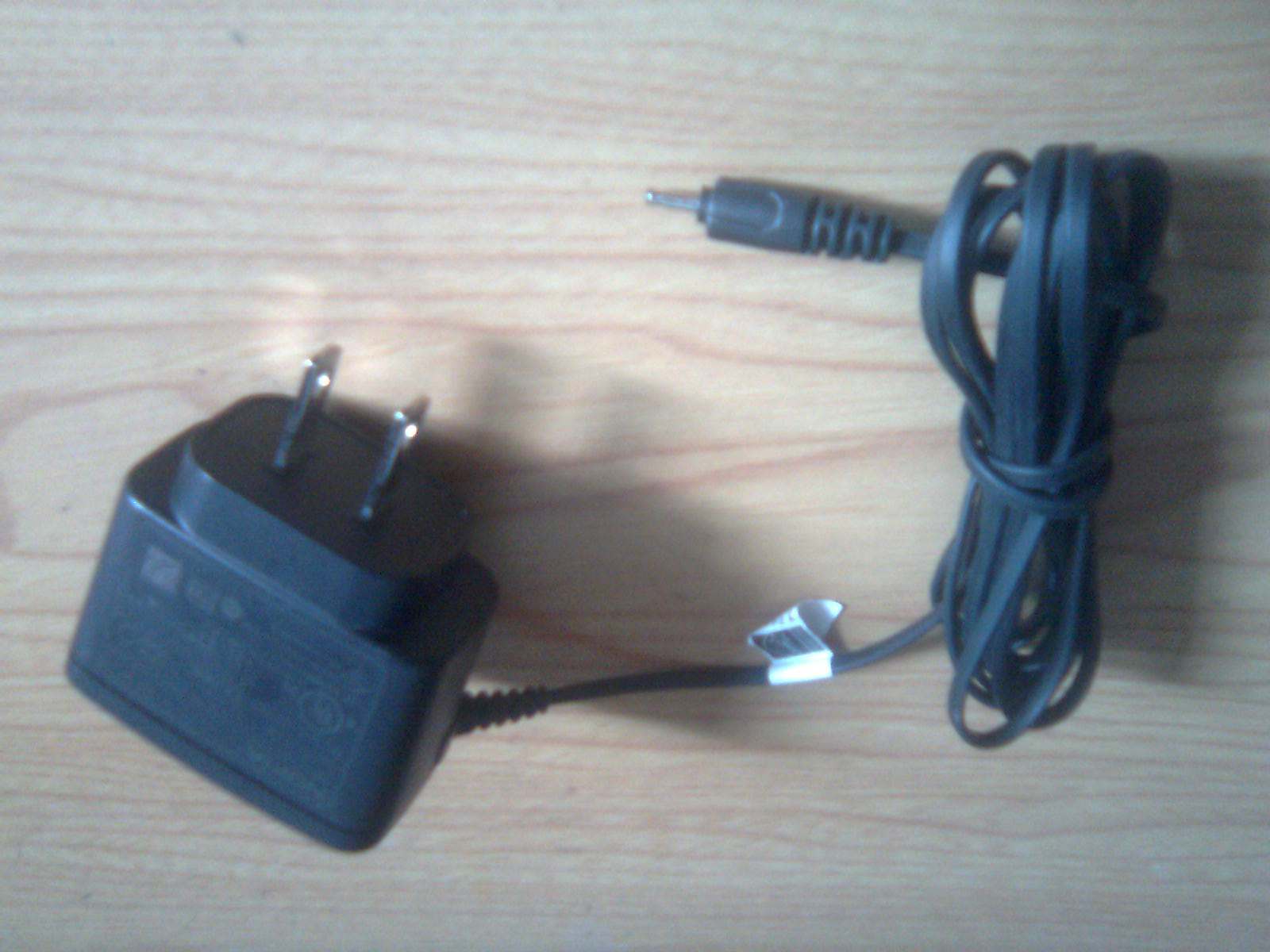
Aquest carregador és per a mòbils Nokia 5220 XpressMusic, però en realitat el jack de càrrega el comparteixen molts altres models.

### Manteniment
Un carregador de manteniment és un tipus de carregador senzill que carrega la bateria molt a poc a poc, a la velocitat d'auto-descàrrega, és el tipus de carregador més lent.
Una bateria pot deixar-se en un carregador d'aquest tipus per temps indefinit, i es manté carregada del tot sense risc de sobrecàrrega o escalfament. Està indicat per al manteniment de la font d'energia de sistemes desatesos, com sistemes d'alarma o d'il·luminació d'emergència.

### Amb temporitzador
El corrent de sortida d'un carregador d'aquest tipus es talla després d'un temps predeterminat. Aquests carregadors van ser els més comuns per a bateries Ni-Cd d'alta capacitat a finals de la dècada de 1990.
(Per a les piles de consum Ni-Cd, de baixa capacitat, se sol utilitzar un carregador senzill). Els carregadors basats en un temporitzador tenen l'inconvenient de provocar sobrecàrregues en piles que, tot i ser les adequades, no estan totalment descarregades quan es posen a carregar.
És freqüent trobar a la venda aquest tipus de carregadors al costat d'un paquet de piles. El temps de càrrega ve configurat per a elles. Si s'utilitzen en ells altres piles de menor capacitat, podrien patir una sobrecàrrega. D'altra banda, si es carreguen piles de major capacitat que les originals només quedaran carregades parcialment. Els avenços en aquest tipus de tecnologia incrementen la capacitat de les piles cada any, de manera que un carregador antic pot ser que només carregui parcialment les piles actuals.

### Intel·ligent
El corrent de sortida depèn de l'estat de la bateria. Aquest carregador controla el voltatge de la bateria, la seva temperatura i el temps que porta carregant, proporcionant un corrent de càrrega adequat en cada moment. El procés de càrrega finalitza quan s'obté la relació adequada entre voltatge, temperatura i/o temps de càrrega.
A les bateries de Ni-Cd i NiMH, el voltatge que pot oferir la bateria augmenta a poc a poc durant el procés de càrrega fins que la bateria està totalment carregada. Després d'això el voltatge disminueix, cosa que indica a un carregador intel·ligent que la bateria està totalment carregada. Un carregador intel·ligent típic carrega la bateria fins a un 85% de la seva capacitat màxima en menys d'una hora, llavors canvia a càrrega de manteniment, el que requereix unes quantes hores fins a aconseguir la càrrega completa.

### Ràpid
Un carregador ràpid pot utilitzar el circuit de control de la mateixa bateria per aconseguir una càrrega ràpida d'aquesta sense danyar els elements de les seves cèl·lules. Molts d'aquests carregadors disposen d'un ventilador per mantenir la temperatura controlada. Solen actuar com un carregador normal-càrrega en una nit-si s'usen amb piles normals de NiMH, que no tenen un circuit de control. Alguns, com els fabricats per Energizer, poden realitzar una càrrega ràpida de qualsevol bateria NiMH encara que aquesta no disposi del circuit de control.

### Per impulsos
Alguns carregadors usen tecnologia de càrrega per impulsos en la qual s'aplica un tren d'impulsos de corrent continu a la bateria, el temps de pujada, amplada, freqüència i amplitud són controlats amb gran precisió. Se sol dir que aquesta tecnologia funciona amb bateries de qualsevol mida, voltatge, capacitat o composició química, incloent bateries automobilístiques regulades per vàlvules. En la tècnica de càrrega per impulsos es poden aplicar pics d'alt voltatge sense sobreescalfar la bateria. En una bateria de plom-àcid, això descompon els cristalls de sulfat de plom, allargant la vida útil de la bateria.
Diversos tipus de carregadors per impulsos estan patentats mentre que altres tenen llicència lliure. Alguns carregadors utilitzen impulsos per comprovar l'estat de la bateria només connectar el carregador, després continuen carregant amb un corrent constant durant el període de càrrega ràpida i finalment tornen a utilitzar la càrrega per impulsos cada cert temps per mantenir la càrrega.

### Inductius
Els carregadors inductius fan ús de la inducció electromagnètica per carregar les bateries. Una estació de càrrega envia energia electromagnètica per acoblament inductiu a un aparell elèctric, el qual emmagatzema aquesta energia en les bateries. La càrrega s'aconsegueix sense que hi hagi contacte físic entre el carregador i la bateria. És el sistema de càrrega més utilitzat en raspalls de dents elèctrics, ja que no existeix contacte elèctric no hi ha perill d'electrocució.
Cada inductància està referida al camp magnètic generat.